# Дерек Кінг
Дерек Кінг (англ. Derek King; 11 лютого 1967, м. Гамільтон, Канада) — канадський хокеїст, лівий нападник. Асистент головного тренера «Торонто Марліс» у Американській хокейній лізі (АХЛ).  
Виступав за «Су-Сен-Марі Грейгаундс» (ОХЛ), «Ошава Дженералс» (ОХЛ), «Нью-Йорк Айлендерс», «Спрингфілд Індіанс» (АХЛ), «Гартфорд Вейлерс», «Торонто Мейпл Ліфс», «Гранд-Репідс Гріффінс» (ІХЛ/АХЛ), «Мюнхен Баронс».
В чемпіонатах НХЛ — 830 матчів (261+351), у турнірах Кубка Стенлі — 47 матчів (4+17).
У складі національної збірної Канади учасник чемпіонату світу 1992 (6 матчів, 1+1). 
Нагороди
- Нагорода родини Еммс (1985)
- Трофей Ламуро (2001)

Тренерська кар'єра
- Асистент головного тренера «Торонто Марліс» (з 2009, АХЛ)